# Blues (forme musicale)
Pour les articles homonymes, voir Blues (homonymie).

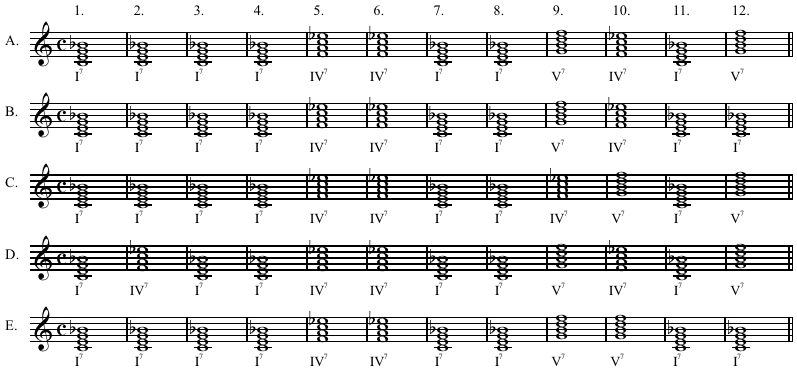
Les plus courantes variations de la progression de blues en 12 mesures, dans la tonalité Do. (Benward & Saker, 2003, p. 186),,, et. Par exemple, Robert Johnson dans Sweet Home Chicago (1936) utilise A.

Le blues est une forme musicale qui trouve son origine dans le genre musical blues, également utilisée dans le rock 'n' roll, le jazz ou le funk.
La forme blues connait de nombreuses variantes, notamment le blues mineur, le blues suédois, ainsi que des blues de longueur étendue, 24 mesures notamment.

## Définition générale
Dans sa forme la plus simple, un blues est d'une longueur de douze mesures divisées en trois phrases de quatre mesures (généralement AAB), principalement basé sur les degrés I, IV et V (tonique, sous-dominante, dominante). Les gammes blues y sont fréquemment utilisées.
| I7  | I7  | I7 | I7 |
| IV7 | IV7 | I7 | I7 |
| V7  | V7  | I7 | I7 |

## Structures autres que douze mesures
Il existe de nombreuses variations de longueur des blues :
- Blues de huit mesures. L'enchaînement des accords est le même, mais leur durée est diminuée. On peut citer How Long Blues, Trouble In Mind, Cherry Red, ou plusieurs morceaux de Ray Charles : The Sun's Gonna Shine Again, Feelin' Sad ou A Fool for You[3].
- Blues de seize mesures. L'enchaînement des accords est le même, mais leur durée est augmentée. On peut citer The Dirty Dozens (Speckled Red (en), 1929), Soft Winds (Benny Goodman, 1939), The Midgets (Count Basie, 1956) ou Watermelon Man (Herbie Hancock, 1962)[3].
- Blues de vingt-quatre mesures. La structure est celle d'un blues de douze mesures dont on double chaque mesure. Ils sont en général joués sur un tempo rapide. On peut citer le deuxième thème de Cushion Foot Stomp (Clarence Williams, 1927), 7th Avenue Express (Count Basie, 1947) ou Side Winder (Lee Morgan, 1963)[3].
- Blues de trente-deux mesures. De forme ABA'C, ces blues sont plus rares et se trouvent plutôt dans le jazz des années 1920. Ils sont constitués d'un blues de douze mesures, suivis d'une fin de quatre mesures, puis du blues de douze mesures suivis par une autre fin de quatre mesures. On peut citer Lazy Daddy (Original Dixieland Jass Band, 1918), Tishomingo Blues, Santa Claus Blues, Achin' Hearted Blues ou Beale Street Mamma[3].
- Blues avec pont. Ce sont des blues adaptés à la forme AABA : les parties A correspondent à un blues de douze mesures, avec un pont sur B, généralement de huit mesures. Le morceau fait donc 12 + 12 + 8 + 12 = 44 mesures. On peut citer D.B. Blues (Lester Young, 1945), Bikini Blues (Dexter Gordon, 1947), Way Back Blues (Erroll Garner, 1956), Traneing In et Locomotion (John Coltrane, 1957)[3].

Sur son album The Blues and the Abstract Truth, le saxophoniste Oliver Nelson a composé différents blues qui explorent ces structures.

## Forme blues dans le jazz
Depuis les premiers enregistrements de l'Original Dixieland Jass Band (Livery Stable Blues, 1917), le blues de douze mesures est très répandu dans le jazz.
Dans les années 1920, les blues chantés par les « classic blues singers » comprennent plusieurs thèmes :un ou plusieurs blues différents sont souvent encadrés par un ou plusieurs thèmes, souvent sur seize mesures : Working Man Blues, St. Louis Blues, Black and Tan Fantasy…

### Blues be-bop
Dans la trame harmonique de base du blues be-bop la cadence finale est remplacée par un II-V. On ajoute également à la huitième mesure la dominante secondaire du degré II, soit VI7, ce qui créé une progression d'accords similaire à la cellule-anatole.
| I6  | IV7 | I6 | I7     |
| IV7 | IV7 | I6 | VI7    |
| II  | V   | I6 | II / V |

Bien souvent, les boppers modifient la nature des accords de blues, en général des accords de septième, pour ajouter des accords de septième majeure ou des accords mineurs 7.

### Blues suédois
Le blues suédois est une forme de blues inventée par Charlie Parker. Le morceau le plus connu dans ce style est Blues for Alice.[réf. souhaitée] Ce blues se joue sur des rythmes binaires.[réf. nécessaire]
| F∆  | Em7b5 / A7 | Dm7 / G7 | Cm7 / F7 |
| B7  | Bm7 / E7   | Am7 / D7 | Am7 / D7 |
| Gm7 | C7         | F∆ / D7  | Gm7 / C7 |

| I Maj7 | VII m7b5 / III 7 | VI m7 / II 7  | V m7 / I 7      |
| IV 7   | IV m7 / bVII 7   | III m7 / VI 7 | bIII m7 / bVI 7 |
| II m7  | V 7              | I Maj7 / VI 7 | II m7 / V 7     |

L'ossature principale du blues est respectée autour des accords du 1er degré, du 4eme degré et du 5eme degré mais la grille montre des harmonies sophistiquées et modulantes. La progression harmonique commence par I en Fa dans la première mesure (accord {\displaystyle F^{\Delta }} ou FM7 : Fa-La-Do-Mi). On descend ensuite par degré diatonique jusqu'à l'accord de Bb7. Ensuite, on a une série II/V7 en descente chromatique pour arriver à Gm7. Les 4 dernières mesures sont les mesures classiques du blues jazz.[réf. souhaitée]

### Blues mineur
Le blues mineur est construit comme un blues classique, à la différence que les degrés I et IV sont mineurs. Les premiers blues mineurs apparaissent autour de 1926. Duke Ellington a composé de nombreux blues mineurs dans sa période jungle : Black and Tan Fantasy, The Mooche, Koko. On peut également citer Birk's Works (Dizzy Gillespie), Senor Blues (Horace Silver), Mr. P.C. (John Coltrane) ou Haitian Flight Song (Charles Mingus).
| Im  | Im  | Im | Im |
| IVm | IVm | Im | Im |
| V7  | V7  | Im | Im |